# Ivondro (Fluss)
Der Ivondro ist ein Fluss im Osten Madagaskars. 

## Verlauf
Der Fluss hat seine Quellen westlich von Didy, im Osten Madagaskars. Er verläuft in östliche Richtung. Der Ivondro mündet nach 150 km etwa 10 km südlich von Toamasina in den Indischen Ozean.

## Hydrometrie
Die Durchflussmenge des Ivondro wurde an der hydrologischen Station Ringa-Ringa bei etwa drei Viertel der Fläche des Einzugsgebietes, über die Jahre 1952 bis 1984 gemittelt, gemessen (in m³/s).